# Strobilanthes himalayana
Strobilanthes himalayana är en akantusväxtart som beskrevs av John Richard Ironside Wood. Strobilanthes himalayana ingår i släktet Strobilanthes och familjen akantusväxter. Inga underarter finns listade i Catalogue of Life.